# Ted Ewigk
Ted Ewigk ist sowohl eine eigenständige Mystery-Romanserie als auch eine Figur im Team von Professor Zamorra.
Ted Ewigk erblickte das Licht der Roman-Figur-Welt im Rahmen der Bastei-Serie "Gespenster-Krimi". Dort erschienen insgesamt zehn Bände mit diesem Protagonisten. Schon damals wurden die Romane um den Geisterreporter, der sich mit Gespenstern und anderen übersinnlichen Vorkommnissen befasst, von Robert Lamont (Werner K. Giesa) verfasst.
Später war es auch Giesa, der Ted Ewigk in die seit 1974 laufende Horror-SF-Serie Professor Zamorra eingliederte.
Im Zaubermond-Verlag erschienen Nachdrucke (Hardcover) der ursprünglichen Serie. Zudem erschien im Januar 2006  ein elfter, eigenständiger Band (wieder geschrieben von Werner K. Giesa) bei Romantruhe, der die damalige Serie abschließt.
Siehe auch: Trivialliteratur